# Venok
Venok et Venok-Stephanos ou, en français, La Guirlande, sont les noms des expositions de peintures organisées, la première sous le nom de« Venok » à Moscou en 1907 à l'initiative des frères Bourliouk et de Larionov, et la seconde sous celui de « Venok-Stephanos » en 1909 à Saint-Pétersbourg à l'initiative de David Bourliouk. Le mot russe "Vénok" (en russe : Венок) signifie "Guirlande", de même que le mot grec " Stephanos " (en grec ancien : Στεφανοϛ).

## Première exposition en 1907
Le mot « Venok » est emprunté au recueil de poème du même nom de Valeri Brioussov qui ressuscitait le genre ancien de la " guirlande " de sonnets. Chaque tableau devait, selon Larionov et les frères Bourliouk, être une fleur composant une guirlande. Mais le symbolisme de Brioussov ne faisait pas partie de cette guirlande de tableaux, au contraire. Cette exposition marqua le début d'une époque qui tournait le dos au passé et trouvait de nouvelles formes d'expression. Elle annonce les nombreuses expositions qui suivront et qui ont donné un éclat extraordinaire à la vie artistique russe. Elle provoqua de ce fait des critiques acerbes de la part des tenants du réalisme et du symbolisme. Ainsi, Igor Grabar, dans la revue symboliste Vesy se moque de ces artistes qui peignent « l'un avec des carrés, l'autre avec des virgules, et le troisième avec un balai ».
Ces artistes utilisaient des procédés qui seront par la suite ceux des aveniristes et des futuristes de l'avant-garde russe. D'après Grabar tous les peintres présents suivaient David Bourliok et son frère Vladimir. Il s'agissait de Gontcharoff, Michel Larionov, Gueorgui Iakoulov, Aristarkh Lentoulov, Sergueï Soudeïkine, Nikolaï Sapounov et Léopold Survage,
Peu après Venok-Stephanos, en 1908, David Bourliouk organisa une autre exposition, cette fois à Kiev intitulée Le Lien ou Le Maillon (en russe : звено) qui rassembla les mêmes artistes

## Seconde exposition Venok-Stepahos en 1909

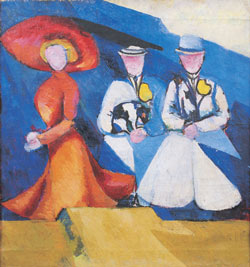
Alexandra Exter : trois figures de femmes 1909-1910

La seconde exposition, créée sous le nom de « Venok-Stephanos », eut lieu à Saint-Pétersbourg au printemps 1909. Les organisateurs avaient rassemblé les forces d'autres jeunes artistes et en sortant des limites de Moscou où les possibilités s'avéraient épuisées. David Bouliouk en fit une manifestation réduite en quantité : 78 toiles de six peintres : David Bourliouk, Vladimir Bourliouk, Vladimir Baranov-Rossiné, Gausch, Alexandra Exter et Aristarkh Lentoulov. Comme la première exposition, celle-ci attira l'attention du public et des critiques. Léon Bakst dans la revue « Apollon » essaye de trouver une explication aux formes d'expression nouvelles de la génération qui suivait la sienne.
Il fut un des rares peintre à défendre la voie nouvelle qui s'ouvrait et auquel lui-même n'appartenait pas. Il avait compris que la peinture de l'avenir prendrait une direction opposée à l'esthétisme délicat et raffiné
et se tournerait vers un art brut. La menace de l'explosion que l'avant-garde allait provoquer ne lui fit pas changer d'avis.
Cette exposition fut encore suivie par celle des « Impressionnistes » organisée par Nikolaï Koulbin, la même année 1909, à Saint-Pétersbourg . Elle réunira les artistes formant le noyau de « l'Union de la Jeunesse » à partir de 1910. 